# ساحة السراغنة
تقع ساحة السراغنة في درب السلطان بالدار البيضاء، عرفت في الماضي بساحة النضال ضد المحتل الفرنسي، أما حاليا ينظم فيها معرض الكتاب المستعمل.